# Fyrstendømmet Polotsk
Fyrstendømmet Polotsk var et fyrstendømme i middelalderen i det nuværende Hviderusland. Fyrstedømmet var en del af Kievriget, og bestod fra 800-tallet til 1200-tallet.
Det er uklart hvornår fyrstedømmet opstod. Det omtales skriftligt for første gang i Nestorkrøniken og skal have eksisteret i 862. Polotsks storhedstid var under fyrst Vseslav, da Vseslav for en periode var storfyrste i Kiev. Samtidig blev Polotsk midtpunkt for handelen mellem Norden og Sortehavet. Det var på denne tid, at Skt. Sofia-katedralen i Polotsk blev bygget, sandsynligvis som Hvideruslands ældste kirke.
Det gik tilbage for fyrstedømmet efter Vseslavs død, da forskellige fyrster i lang tid kæmpede om kontrollen. Fra ca. år 1200 kom den tyske orden til Baltikum og forhindrede den lukrative handel med Skandinavien. Fra vest blev fyrstedømmet angrebet af hedenske baltiske stammer. Selv om Polotsk undgik mongolinvasionen i 1237-1239, blev fyrstedømmet lige efter en vasalstat under Storfyrstedømmet Litauen. I 1307 blev Polotsk fuldstændigt indlemmet i Litauen.